# 꽝꽝나무
꽝꽝나무(학명: Ilex crenata)는 감탕나무과에 속하는 늘푸른 넓은잎 나무이다. 주로 남부 지방의 해안에서 자란다. 암수딴그루이다.

## 이름
잎이 두껍고 살이 많아서 불에 태우면 꽝꽝 소리가 난다하여 붙여진 이름이라고 하기도 하며, 단단하다는 뜻의 전라도 방언 깡깡하다에서 유래 되었다는 설도 있다.

## 생태
높이는 3 미터 정도이다. 잎은 작으며 길이 2~3 센티미터의 타원형인데 가장자리는 작은 톱니처럼 되어 있다. 마치 회양목과도 비슷하지만, 잎이 어긋나는(회양목은 마주난다) 점과 가지가 회색인 점이 회양목과 다르므로 쉽게 구별할 수 있다. 암수딴그루로서 초여름에 작은 흰 꽃이 피는데, 수꽃은 여러 개가 뭉쳐나며 암꽃은 1개씩이 달린다. 열매는 핵과로 공 모양이며, 10월경에 까맣게 익는다. 공해나 염해에 강하므로 도심지나 해안지대에 식재해도 잘 자란다. 뿌리를 옅게 내리므로 뿌리부가 서향볕에 노출되면 건조해지기 쉽다.

## 쓰임새
정원수로 이용되며 기구재와 빗 만드는 재료로 쓰인다.

## 해충
꽝꽝나무에 해를 끼치는 생물로 루비깍지벌레, 뿔밀깍지벌레, 이세리아깍지벌레, 오리나무좀이 있다. 루비깍지벌레와 뿔밀깍지벌레는 년 1회 발생하며, 꽝꽝나무의 잎에 달라붙어 그 즙을 빨아먹어, 나무의 세력을 약화시키고 그을음병을 일으킨다. 이세리아깍지벌레는 년 2-3회 발생하며, 꽝꽝나무의 새 가지에 달라붙어 즙을 빨아먹어 윗 두 깍지벌레와 같은 피해를 일으킨다. 오리나무좀은 가해 수종이 150종이 넘는 잡식성 해충으로 년 2회 발생하며, 수세가 약한 나무의 줄기에 구멍을 뚫고 들어가 피해를 일으킨다.

## 사진

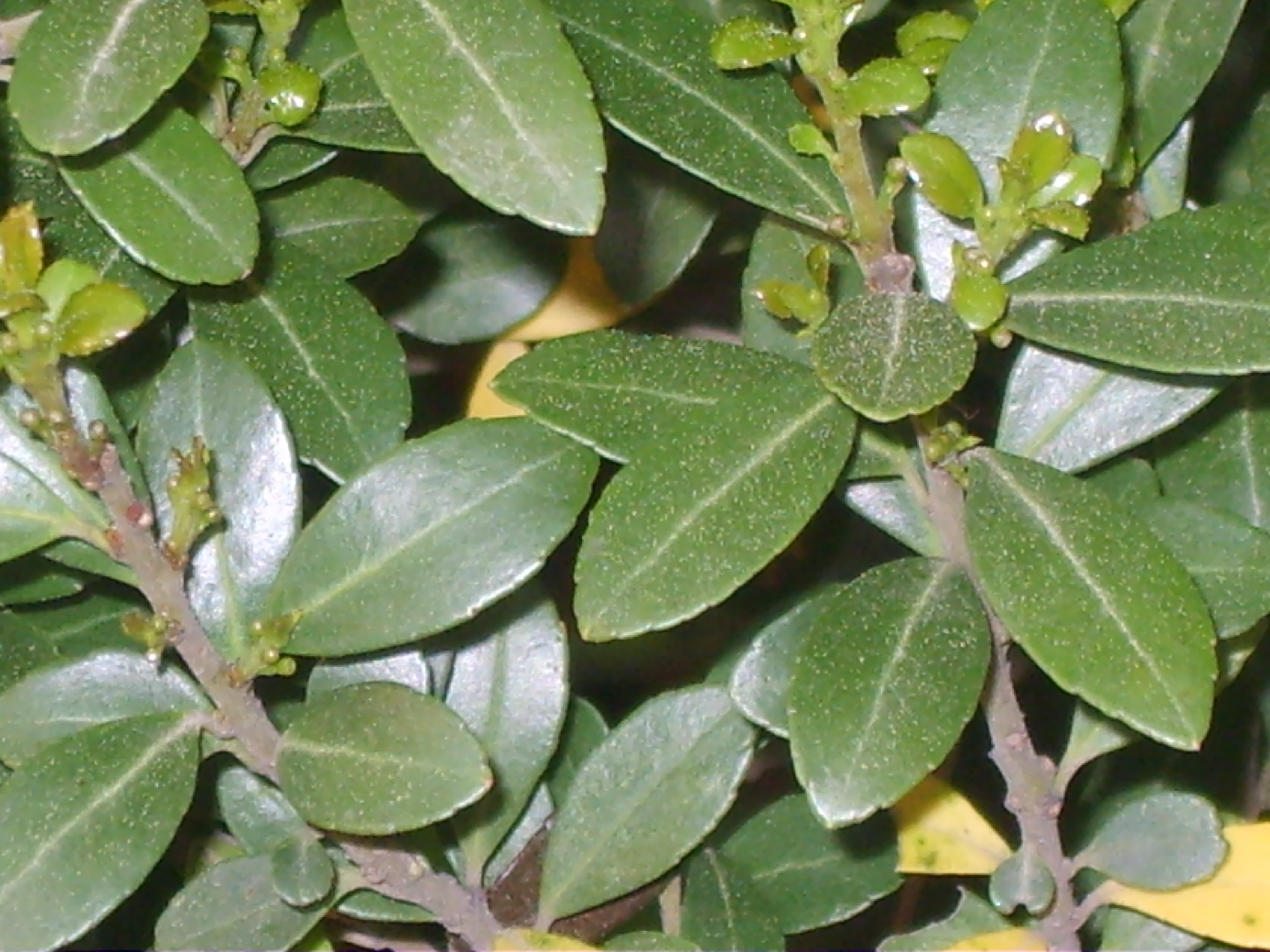
잎
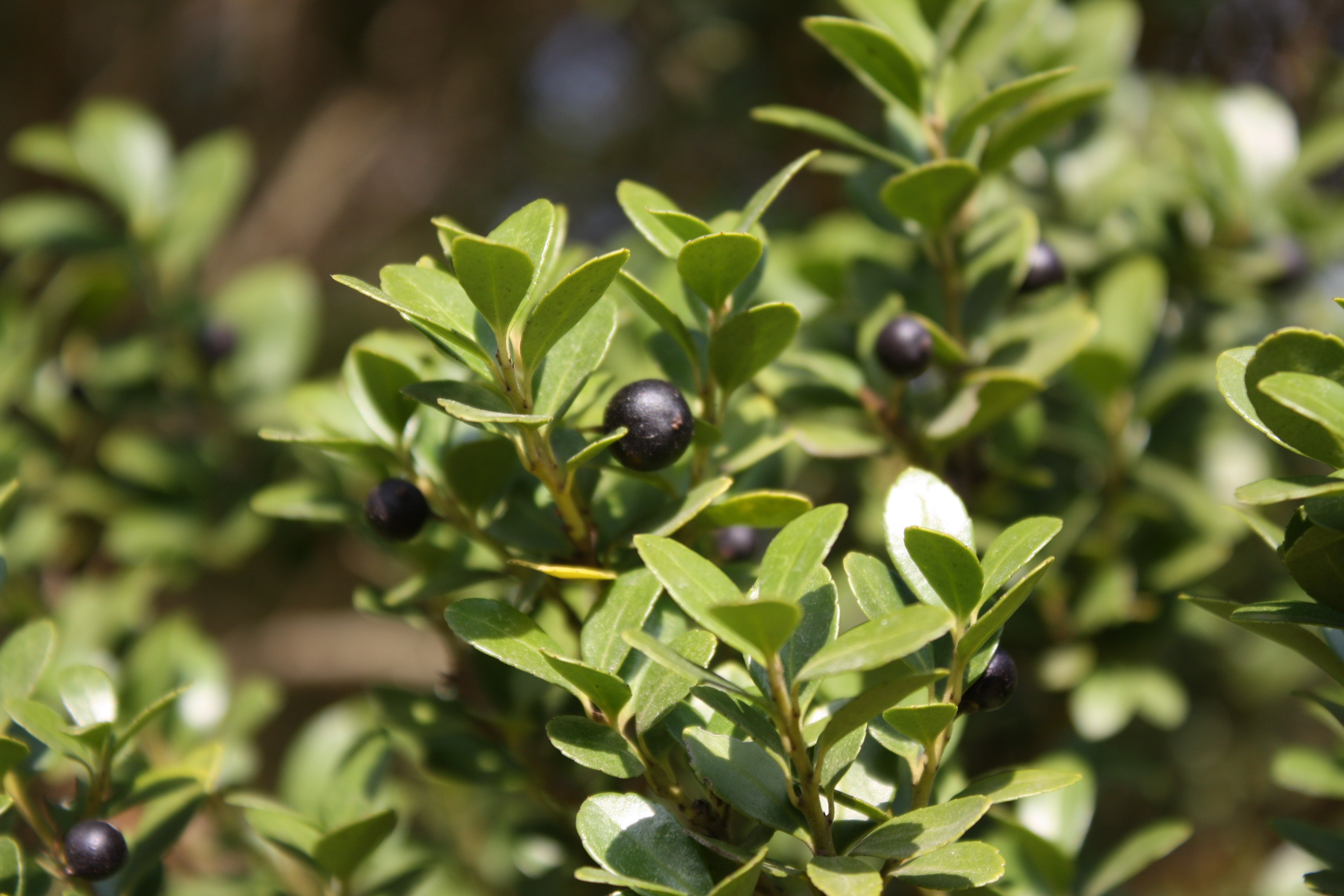
열매
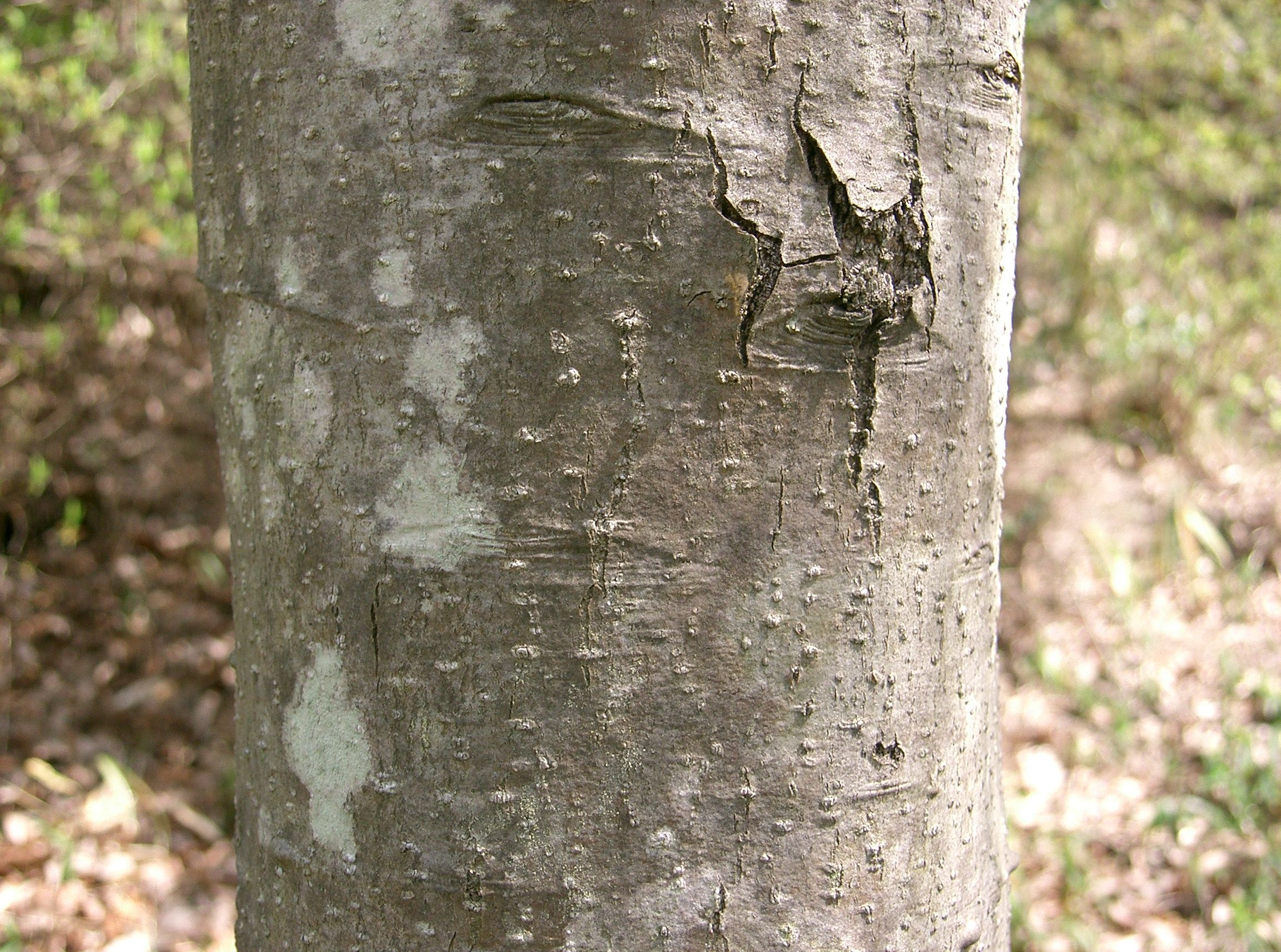
줄기

## 참고 문헌
- 이 문서에는 다음커뮤니케이션(현 카카오)에서 GFDL 또는 CC-SA 라이선스로 배포한 글로벌 세계대백과사전의 내용을 기초로 작성된 글이 포함되어 있습니다.